# Planet Claire
Pour chanson des B-52's, voir Planet Claire (chanson).
Albums de The B-52's
Good Stuff
(1992) Time Capsule: Songs for a Future Generation
(1998)
Planet Claire est une compilation des B-52's, sortie en octobre 1995.

## Liste des titres
| No  | Titre                               | Album original              | Durée |
| --- | ----------------------------------- | --------------------------- | ----- |
| 1.  | Planet Claire                       | The B-52's                  | 4:36  |
| 2.  | Rock Lobster                        | The B-52's                  | 6:50  |
| 3.  | Lava                                | The B-52's                  | 4:56  |
| 4.  | Downtown                            | The B-52's                  | 3:18  |
| 5.  | 6060-842                            | The B-52's                  | 2:52  |
| 6.  | 52 Girls                            | The B-52's                  | 3:35  |
| 7.  | Give Me Back My Man                 | Wild Planet                 | 4:00  |
| 8.  | Strobe Light                        | Wild Planet                 | 4:02  |
| 9.  | Dirty Back Road                     | Wild Planet                 | 3:19  |
| 10. | Loveland                            | Mesopotamia                 | 5:02  |
| 11. | Nip It in the Bud                   | Mesopotamia                 | 3:33  |
| 12. | Song for a Future Generation        | Whammy!                     | 3:59  |
| 13. | Wig                                 | Bouncing off the Satellites | 4:21  |
| 14. | Girl from Ipanema Goes to Greenland | Bouncing off the Satellites | 4:23  |